# ВС7А1
ВС7А1 («бронированная боевая машина образца 2007 года») — колёсная бронемашина сальвадорского производства.

## История
Разработка новой бронированной боевой машины для армии Сальвадора началась в 2004—2005 годы, в связи с необходимостью замены имевшихся на вооружении бронемашин Cashuat. Броневик должен был выполнять функции машины поддержки пехоты (способной уничтожать живую силу и бронированные автомобили, вести огонь по наземным целям и противнику на верхних этажах и крышах зданий) при сохранении возможности использования в качестве самоходной зенитной установки для борьбы с воздушными целями.
В 2005 году был подготовлен проект первого варианта, предусматривавший постройку бронемашины на шасси полноприводного грузовика 4х4, в качестве вооружения в поворотной башне предполагалось установить 20-мм трёхствольную зенитную установку M55A2 (из числа имевшихся на вооружении армии Сальвадора). В дальнейшем, в проект были внесены изменения и прототип начали строить на шасси 5-тонного трёхосного грузовика «Ford M809».
Общая стоимость работ по проекту (который получил название «Proyecto M») составила 70 тысяч долларов США. Бронемашина была построена в центральных механических и авторемонтных мастерских армии Сальвадора («Maestranza Militar del Ejercito Salvadoreño») в 2007—2011 годы, поскольку денежные средства на изготовление прототипа поступали нерегулярно.
В марте 2011 года работы над машиной были завершены и она была передана в кавалерийский полк армии Сальвадора. 7 мая 2011 года бронемашина (получившая неофициальное прозвище «El Garrobo») была впервые представлена на военном параде в Сан-Сальвадоре.
В дальнейшем, для сальвадорской армии предполагалось построить ещё 5 бронемашин, для этой цели были куплены четыре новых шасси Ford, но в связи с израсходованием денежных средств работы по проекту были прекращены.

## Описание
Бронемашина построена на шасси полноприводного трёхосного 5-тонного грузовика «Ford», имеет бескапотную компоновку. На крыше кабины установлен прожектор. Двигатель расположен в средней части машины, в отсеке позади кабины водителя.
Вооружение броневика состоит из двух 20-мм автоматических пушек Hispano-Suiza HS.404 (демонтированных со списанных истребителей Dassault Ouragan ВВС Сальвадора) с магазинным питанием, установленных на вращающейся турельной установке с электрическим приводом.